# Pika de Forrest
Ochotona forresti
Espèce
Statut de conservation UICN

 LC  : Préoccupation mineure
Le pika de Forrest (Ochotona forresti) est une espèce de la famille des Ochotonidae. C'est un pika, petit mammifère lagomorphe.